# زبان اشاره عثمانی

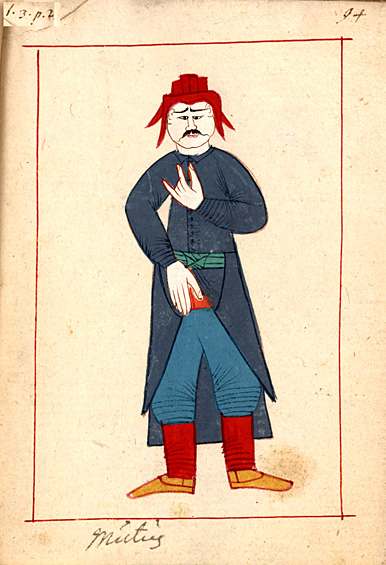
نگاره‌ای که در آن، شکل زبان اشارهٔ عثمانی را نشان می‌دهد.

زبان اشاره عثمانی زبان اشاره‌ای بود که توسط ناشنوایان و کم شنوایان در دربار عثمانی استفاده می‌شد. ارتباط این زبان با زبان اشاره ترکیه‌ای نامشخص است چرا که از آن چیزی باقی نمانده‌است.